# Атлантический белобокий дельфин
Атлантический белобокий дельфин (лат. Leucopleurus acutus) — вид семейства дельфиновых, единственный в роде Leucopleurus. До ревизии 2019 года обычно классифицировался в составе рода короткоголовых дельфинов (Lagenorhynchus). Обитает в холодных и умеренных широтах северной части Атлантического океана.

## Отличия
Величина атлантического белобокого дельфина составляет максимум 2,8 м у самцов и 2,5 м у самок. Этот вид несколько крупнее чем большинство других видов дельфинов. Его масса составляет 200—230 кг. Основным отличием атлантического белобокого дельфина является большое белое либо жёлтое пятно, начинающееся по обе стороны от спинного плавника и тянущееся вдоль всего тела. Нижняя сторона головы, горло и живот этих животных окрашены в белый цвет, а плавники и спина — в чёрный.
Самки достигают половой зрелости в возрасте от шести до двенадцати лет, самцы в возрасте от семи до одиннадцати лет. Продолжительность беременности составляет одиннадцать месяцев, после рождения детёныш вскармливается молоком полтора года. Самцы живут в среднем до 22 лет, самки до 27 лет.

## Поведение
Атлантические белобокие дельфины образуют группы, величина которых варьирует в зависимости от среды обитания. Вблизи Ньюфаундленда группы составляют около 60 особей в то время как у берегов Исландии они значительно меньше. По анализам содержимого желудков было установлено, что основной пищей этих животных является скумбрия и сельдь, а также колеоидеи. Этот вид весьма акробатичен и игрив, он не боится приближаться к лодкам, однако несколько более осторожен, чем обыкновенный дельфин и беломордый дельфин.

## Распространение

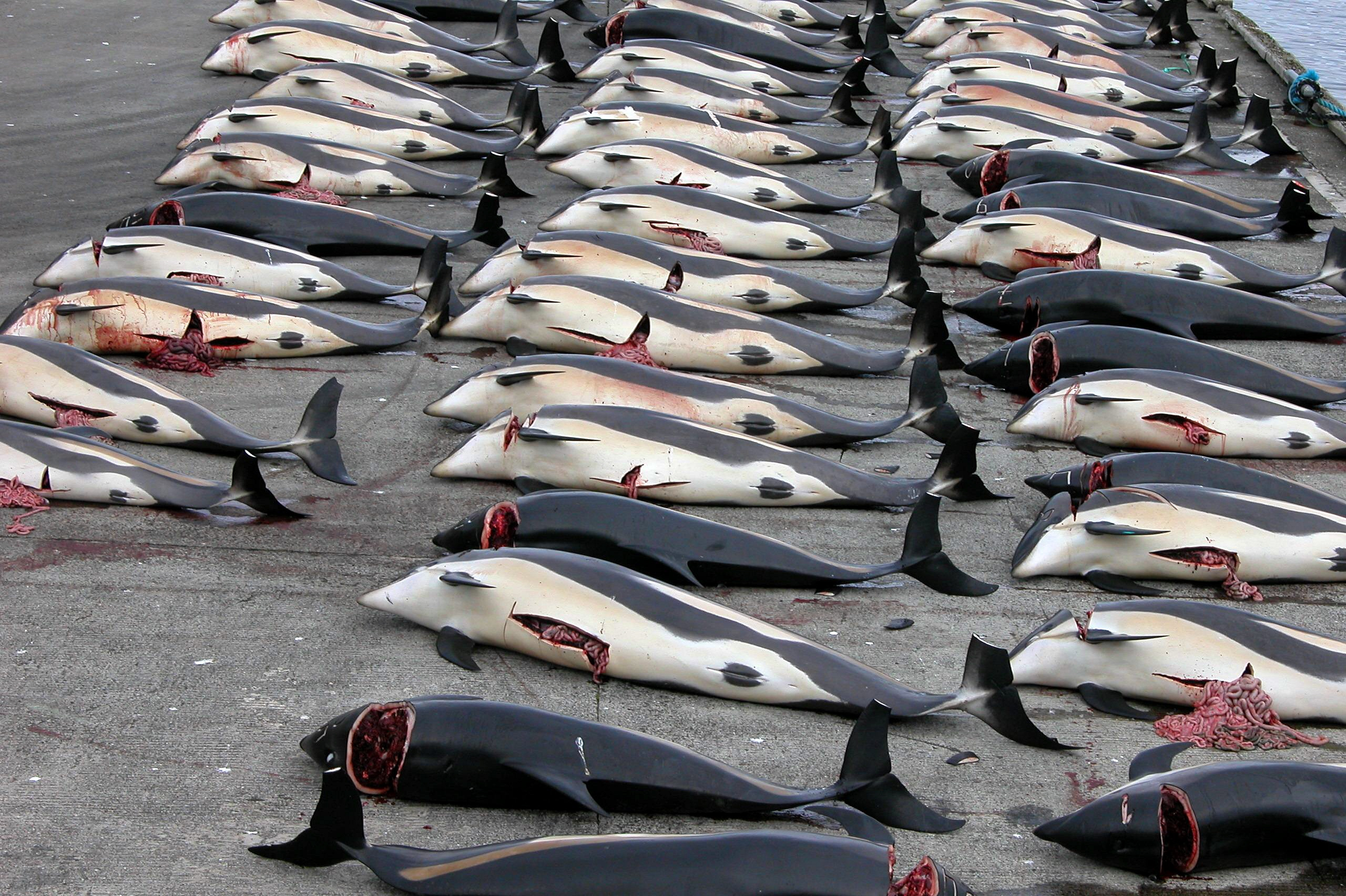
Убитые белобокие дельфины на Фарерских островах

Атлантический белобокий дельфин обитает исключительно в северной части Атлантического океана. Он встречается у берегов Ньюфаундленда и Кейп-Кода, а также в регионе между Великобританией, Исландией, Гренландией и Норвегией. Его популяции живут и в Северном море. На сегодняшний день численность этого вида оценивается в 200—300 тысяч особей.

## Угрозы и защита
На атлантического белобокого дельфина ранее велась коммерческая охота по всему ареалу его распространения, сегодня на этих животных охотятся только вблизи Фарерских островов. В год добывается около 1000 особей.